# Federico Salvatore
Federico Salvatore (Napoli, 17 settembre 1959 – Napoli, 19 aprile 2023) è stato un cantautore e cabarettista italiano.

## Biografia
Nato a Napoli, nelle vicinanze della storica via Santa Teresa degli Scalzi, iniziò a suonare la chitarra da autodidatta all'età di 8 anni. Mancino naturale, non invertì l'ordine delle corde sulla tastiera, come si fa di solito, bensì la posizione delle dita. Lasciò gli studi di giurisprudenza dopo due anni, con dispiacere dei genitori che volevano che diventasse un avvocato, per dedicarsi alla carriera di cantautore.
Fece le sue prime apparizioni in teatro, dove si esibì riadattando testi divertenti su musica di canzoni famose. La notorietà arrivò nel 1994 con la vittoria al concorso BravoGrazie, che gli permise di partecipare alla trasmissione televisiva Maurizio Costanzo Show.
Grazie alle numerose presenze in questa trasmissione ottenne grande successo: i suoi album Azz... e Il mago di Azz vendettero più di 500.000 copie, facendogli vincere due dischi di platino nel 1995.
Nello stesso anno Federico Salvatore partecipò al Festivalbar come ospite fisso, e nel 1996 fu in gara al Festival di Sanremo dove si classificò tredicesimo con il pezzo Sulla porta, che trattava il difficile rapporto tra un ragazzo omosessuale e la madre. La parola omosessuale fu censurata dal testo dalla RAI, ma nella sera della finale decise di cantare comunque la versione non censurata. La canzone sanremese fu inserita nell'album Il mago di Azz, mentre nel 1997 fu il turno di Coiote interrotto, dove si trovava anche un brano dedicato ad uno dei suoi idoli, Totò.
Nel 2002 l'uscita dell'album L'osceno del villaggio segnò un'ulteriore svolta nella sua carriera, e il cantante cabarettista lasciò definitivamente il posto al cantautore di denuncia, ad esempio in brani come Se io fossi San Gennaro, in cui elencava tutto ciò che, secondo lui, ha rovinato la sua Napoli negli ultimi anni, e le cause per così dire "endogene", ovvero le colpe dei napoletani stessi. Del 2004 è l'album Dov'è l'individuo?, con il quale egli continuò nel solco tracciato dal lavoro precedente.
La decisione di spostarsi verso la musica impegnata lo mise un po' ai margini di quel mondo dello spettacolo in cui era esploso negli anni precedenti, che non rinnegò ma a cui guardava con distacco e senza rimpianti, come spiegò nel brano Homo Sapiens (sempre dall'album L'osceno del villaggio):
(Federico Salvatore, Homo Sapiens)
Nel 2007, per la prima volta dopo anni, fece la sua ricomparsa in televisione come ospite in tre puntate del programma del sabato sera di Rai Uno Apocalypse Show, condotto da Gianfranco Funari. Nel 2008 partecipò in qualità di voce recitante nei brani Robot d'acciaio e Folata in conclusione contenuti nel disco Frequento il vento del cantautore Zorama. Ma nei crediti venne menzionata la featuring - volutamente- solo nella traccia “Robot d’acciaio”, in quanto, su “Folata in conclusione”, si volle conservare un alone di mistero, quasi inteso come un ghost vox. Nel 2009 uscì, dopo una gestazione di tre anni, il lavoro discografico Fare il napoletano stanca, contenente 13 brani tra cui una nuova versione di Se io fossi San Gennaro. Nel 2011 vide la luce il DVD Se io fossi San Gennaro - LIVE, compendio degli ultimi anni di attività dal vivo, con in vendita in allegato, esclusivamente nella versione per librerie, il libro dal titolo Il dramma dell'anagramma.

### Malattia e morte
Fu colpito da emorragia cerebrale il 13 ottobre 2021. Ricoverato all'ospedale del Mare a Napoli, intraprese poi un percorso di riabilitazione, interrotto dalla morte, avvenuta il 19 aprile 2023 all'età di 63 anni. Il funerale è stato celebrato il giorno dopo presso la basilica di San Ciro a Portici. Riposa nel locale cimitero.

## Stile musicale
I testi di Federico Salvatore sono a sfondo comico-satirico. La sua satira è ambientata soprattutto nel mondo napoletano, di cui il cantante dipinge i risvolti quotidiani. Tra i testi più riusciti Azz, Azz Vacanze e i suoi vari "incidenti": Incidente in Banca, incidente al Vomero, Incidente in Paradiso, Incidente telefonico, brani umoristici e rapidi che propongono buffi episodi e battibecchi, nei quali l'autore contrappone Federico, personaggio ricco e blasonato ma arrogante e snob, a Salvatore, povero popolano, ignorante e un po' rozzo, in una serie di divertenti dualismi.
Negli ultimi anni aggiunse alla sua satira bonaria e scherzosa un tono di denuncia e critica. Tra queste tematiche, spiccano il contrasto fra bene e male nella mente dell'uomo, il progressivo allontanamento dalla fede dovuto al passaggio dell'individuo dall'infanzia all'età adulta, il rimpianto nei confronti dell'infanzia e la crisi della cultura musicale nel mondo moderno, nonché la riflessione sui pregiudizi nei confronti degli omosessuali.

## Discografia
- 1989 - 'Na tazzulella 'e ca...baret
- 1990 - Pappagalli lat(r)ini
- 1991 - Incidente al Vomero
- 1992 - Cabarettombola
- 1993 - Storie di un sottosviluppato... sviluppato sotto!!!
- 1994 - Superfederico
- 1995 - Azz...
- 1996 - Il mago di Azz
- 1997 - Coiote interrotto
- 2000 - L'azz 'e bastone
- 2002 - L'osceno del villaggio
- 2004 - Dov'è l'individuo?
- 2009 - Fare il napoletano... stanca!
- 2013 - Pulcin'hell
- 2020 - Sta luna pare 'na scorza 'e limone